# Johan Lange (Politiker, 1909)
Johan Jakob Anthon Lange (* 29. Mai 1909 in Upernavik Kujalleq; † unbekannt) war ein grönländischer Landesrat.

## Leben
Johan Lange war der Sohn des Udstedsverwalters Ole Johannes Adolf Lange und seiner Frau Dorthe Katrine Margrethe Henningsen. Über seine Mutter war er ein Neffe des Landesrats Johan Henningsen (1876–1952) und somit ein Cousin der Landesrätin Elisabeth Johansen (1907–1993). Er lebte später als Motorschmied in Qullissat und heiratete am 17. Juni 1935 in Appat Lona Marie Thale Kruse (1907–?), Tochter des Jägers Hans Ludvig Salomon Karl Kruse und seiner Frau Anike Louise Bolette Marie Jeremiassen sowie Schwester von Tobias Kruse (1898–?) und Edvard Kruse (1900–1968). Johan Lange arbeitete später als Büroangestellter in Qullissat und saß als solcher 1950 für eine Sitzung im nordgrönländischen Landesrat.